# Rospuda Filipowska
Rospuda Filipowska – jezioro w północno-wschodniej Polsce, na Pojezierzu Zachodniosuwalskim. Przepływa przez nie rzeka Rospuda.
- Długość: 5,8 km
- Szerokość: do 0,8 km
- Wysokość n.p.m.: 173,2 m

Długie i wąskie jezioro rynnowe w kształcie lekko wygiętego łuku: od zachodu na wschód, a potem na południowy wschód. Na południowym krańcu łączy się, poprzez przesmyk, z kolejnym jeziorem położonym na tej samej wysokości – Kamiennym.
Po południowej stronie jeziora, 200 m od jego brzegu ciągnie się drugie, mniejsze jeziorko – Wysokie. Ma długość 1,5 km, a jego tafla jest położona o 7 m wyżej niż Rospuda (na wysokości 180 m n.p.m.).
Na zachodnim brzegu jeziora leżą wsie: Supienie i Wólka, a na wschodnim: Czarne, Huta i Rospuda.
Przez jezioro prowadzi szlak kajakowy Rospudy. Na obu krańcach jeziora oraz na wyspie znajdują się miejsca biwakowe.